# Шогенов, Юрий Хасанович
Юрий Хасанович Шогенов (род. 12 апреля 1961 года) — российский учёный, специалист в области электрификации сельского хозяйства, академик РАН (2022).

## Биография
Родился 12 апреля 1961 года.
В 1983 году с отличием окончил факультет механизации сельского хозяйства Кабардино-Балкарского агромелиоративного института.
С 1983 по 2004 годы работал на кафедре «Электротехника, электрификация и автоматизация ГМС» Московского гидромелиоративного института.
Окончил аспирантуру МГМИ и одновременно окончил в 1988 году МГУ.
В 1989 году защитил кандидатскую, а в 2000 году — докторскую диссертации.
С 2004 года — главный специалист Отделения механизации, электрификации и автоматизации сельского хозяйства (ОМЭиА) РАСХН, с 2006 года — учёный секретарь.
С 2007 по 2014 годы — заведующий сектором электрификации и автоматизации ОМЭиА РАСХН.
С 2014 года — заведующий сектором механизации, электрификации и автоматизации (МЭиА) Отделения сельскохозяйственных наук (ОСХН) РАН.
В 2019 году избран членом-корреспондентом РАН.
В 2022 году избран академиком РАН.

## Научная деятельность
Специалист в области электрификации сельского хозяйства и автоматизации технологических процессов в растениеводстве.
Основные научные результаты:
- созданы технические системы прижизненной диагностики функционального состояния растительных биосистем, реализации условий их потенциальной продуктивности в онтогенезе на основе программного регулирования интегральных параметров многокомпонентной электропроводящей системы интактного растения при надпороговом и подпороговом воздействиях природно-климатических и электрофизических факторов и их комбинаций;
- разработаны энергоресурсосберегающие технологии и технические средства управления адаптивным потенциалом растительных биосистем в тепличном производстве и открытом грунте. Решены задачи построения распределённой модели активной сети проводящих кабелей и поверхностных градиентов бегущих электрических потенциалов;
- прогнозирования поведения живой системы методом многомерных клеточных автоматов при пространственно-временном изменении состояния электропроводящей системы растения. Исследован и построен нормированный по входной интенсивности спектр действия локального узкополосного ЭМИ на электрические отклики растения в широком диапазоне длин волн (от 330 нм до 9 мм), включая участки спектра, непосредственно не связанные с фотосинтезом. Установлены механизмы действия низкоэнергетического локального лазерного и некогерентного ЭМИ на живую растительную ткань.

Автор более 180 научных работ, из них 5 монографий и 16 патентов.

## Награды
- Почётная грамота Кабардино-Балкарской Республики (25 июля 2022) — за многолетний добросовестный труд